# Falling in Reverse
Falling in Reverse este o formație rock din Las Vegas, Nevada, Statele Unite formată în anul 2008.
În prezent, trupa este formată din solistul Radke, alături de chitaristii Max Georgiev și Christian Thompson și basistul Wes Horton III. Trupa și-a lansat albumul de debut, The Drug in Me Is You, pe 26 iulie 2011, care a ajuns pe locul 19 în Billboard 200, vânzând 18.000 de exemplare în prima sa săptămână. Pe 17 decembrie 2019, albumul a fost certificat aur de RIAA echivalent cu 500.000 de exemplare vândute. Al doilea album de studio al trupei, Fashionably Late, a fost lansat pe 18 iunie 2013, care a ajuns pe locul 17 în Billboard 200. Trupa a lansat al treilea album Just Like You pe 24 februarie 2015. Coming Home, ultimul lor album, a fost lansat pe 7 aprilie 2017.

## Discografie
- 2011 - The Drug in Me Is You  (Album de studio)

1. Raised by Wolves"  	                  3:25
2. "Tragic Magic"  	 	                  4:06
3. "The Drug in Me Is You"                   3:39
4. "I'm Not a Vampire"  	 	           3:52
5. "Good Girls, Bad Guys"  	 	           3:15
6. "Pick Up the Phone"  	 	           4:38
7. "Don't Mess with Ouija Boards"  	   4:56
8. "Sink or Swim"  	 	                   4:45
9. "Caught Like a Fly"  	                   4:37
10. "Goodbye Graceful"          	           4:48
11. "The Westerner"                                 3:52

- 2013 - Fashionably Late

1. Champion"  	Radke, Derek Jones	4:02
2. "Bad Girls Club" (featuring Rusty Cooley)	 	3:41
3. "Rolling Stone"  		3:53
4. "Fashionably Late"  	 	3:33
5. "Alone"  	 	4:39
6. "Born to Lead 5:19
7. "It's Over When It's Over"  	 	3:53
8. "Game Over"  	 	3:10
9. "Self-Destruct Personality"  	4:16
10. "Fuck the Rest"  	 	4:24
11. "Keep Holding On"  	 	4:57
12. "Drifter"    2:46